# Перміське сільське поселення
Пермі́ське сільське поселення (рос. Пермисское сельское поселение) — муніципальне утворення у складі Великоберезниківського району Мордовії, Росія. Адміністративний центр — село Пермісі.

## Населення
Населення — 344 особи (2019, 429 у 2010, 599 у 2002).

## Склад
До складу поселення входять такі населені пункти:
| Населений пункт      | Населення, осіб (2002) | Населення, осіб (2010) |
| -------------------- | ---------------------- | ---------------------- |
| Михайловка, присілок | 6                      | 3                      |
| Нерлей, село         | 40                     | 20                     |
| Нові Пермісі, селище | 30                     | 7                      |
| Пермісі, село        | 518                    | 393                    |
| Спеціальний, селище  | 5                      | 6                      |